# One Pound Fish
 (septembre 2013).
One Pound Fish, également typographié £1 Fish ou £1.00 Fish, est le titre d'une chanson du vendeur de poisson et auteur-interprète pakistanais Muhammad Shahid Nazir, surnommé « £1 Fish Man ». La chanson est téléchargeable depuis le 7 décembre 2012 sur iTunes et a atteint la 28e place des UK Singles Chart, la  5e des UK Dance Chart et la 1re place des UK Asian Chart.

## Historique
Muhammad Shahid Nazir est un immigrant pakistanais employé au Royaume-Uni dans un magasin à prix unique vendant du poisson. Il est originaire de Pattoki, Kasur au Punjab, Pakistan. Lorsqu'il est arrivé à East London[pas clair], il a commencé à travailler au Queen's Market de Upton Park et son employeur lui a demandé d'attirer les clients en criant. Il a alors eu l'idée de chanter et a composé la chanson One Pound Fish dont les paroles sont : 
Come on ladies, come on ladies
One pound fish, one pound fish
Have-a, have-a look
One pound fish
Very, very good, very, very cheap
One pound fish
Six for five pound one pound each
Elle est rapidement devenue connue du public par une vidéo virale diffusée sur YouTube. Elle a également été interprétée en direct sur le plateau du Grand Journal de Canal+ et dans l'émission Touche pas à mon poste ! sur D8.